# Foton M-4
Foton M-4 (ros. Фотон-M4) – rosyjski satelita naukowo-badawczy, czwarty satelita serii Foton-M, a także pierwszy satelita z podserii 34KSM, wykorzystujący moduł serwisowy zapożyczony z satelitów rozpoznawczych Jantar. Celem satelity było przeprowadzenie eksperymentów z zakresu biologii w stanie nieważkości.

## Misja
Foton M-4 został wyniesiony na orbitę 18 lipca 2014 o 20:50 UTC przy użyciu rakiety Sojuz 2.1a startującej z kompleksu nr 31 kosmodromu Bajkonur. Start przebiegł pomyślnie, jednakowoż podczas czwartego okrążenia Ziemi satelita przestał odpowiadać na komendy wysyłane przez kontrolę naziemną, co uniemożliwiło wykonanie manewrów dążących do podwyższenia orbity satelity. Kontrolę nad satelitą odzyskano 26 lipca.
Przeprowadzanie eksperymentów na pokładzie satelity zakończono 27 sierpnia 2014. Planowany termin lądowania kapsuły powrotnej Fotona M-4 był planowany na 15 września, jednak ostatecznie zdecydowano się na deorbitację satelity 1 września 2014 roku. Kapsuła wylądowała o 9:18 UTC na terenie obwodu orenburskiego w Rosji.

## Ładunek
Głównym ładunkiem naukowym były pojemniki zawierające organizmy żywe: gekony (w ramach eksperymentu sprawdzającego wpływ stanu nieważkości na rozmnażanie), jaja jedwabników, suszone nasiona, muszki owocówki i różne gatunki grzybów. Wstępne raporty powstałe po kontroli kapsuły powrotnej stwierdziły zgon wszystkich 5 gekonów umieszczonych w kapsule. W tej sprawie zostało wszczęte dochodzenie. Stwierdzono również, że muszki znajdujące się w kapsule przetrwały lot w kosmos i były zdolne do rozmnażania się.
Innym eksperymentem był zestaw mający na celu badanie wpływu stanu nieważkości na rozrost kryształów materiałów półprzewodnikowych.